# キングスレイ・ブガリン
キングスレイ・ホールデン・フガリン（英語: Kingsley Haldane Bugarin、1968年8月3日 - ）は、オーストラリアの西オーストラリア州・マウントローリー出身の元競泳選手。1984年から2000年まで5回連続でパラリンピックに出場しており、5枚の金メダル、8枚の銀メダル、6枚の銅メダルを獲得している。現在は第一線での活躍こそしていないものの、現在もパースにあるスワンヒルズスイミングクラブで泳いでおり、オープンウォーターの競技に出場している。